# الدوري السويدي الدرجة الأولى 1989
الدوري السويدي الدرجة الأولى 1989 (بالسويدية: Division 1 i fotboll 1989)‏ هو موسم من الدوري السويدي الدرجة الأولى. فاز فيه Hammarby IF ‏.